# 20731 Mothédiniz
(20731) Mothédiniz, denumire internațională (20731) Mothediniz, este un asteroid din centura principală de asteroizi.

## Descriere
20731 Mothédiniz este un asteroid din centura principală de asteroizi. A fost descoperit pe 9 decembrie 1999 la Stația Anderson Mesa în cadrul programului LONEOS. Asteroidul prezintă o orbită caracterizată de o semiaxă mare de 3,01 ua, o excentricitate de 0,08 și o înclinație de 10,2° în raport cu ecliptica.